# Neoalsomitra simplex
Neoalsomitra simplex är en gurkväxtart som först beskrevs av William Grant Craib, och fick sitt nu gällande namn av Hutchinson. Neoalsomitra simplex ingår i släktet Neoalsomitra och familjen gurkväxter. Inga underarter finns listade i Catalogue of Life.